# Baumkirchen
Baumkirchen är en ort och kommun i distriktet Innsbruck-Land i förbundslandet Tyrolen i Österrike. Kommunen har 1 265 invånare (2024). Den ligger precis norr om floden Inn.